# Marguerite Burnat-Provins
Pour les articles homonymes, voir Burnat et Provins (homonymie).
Marguerite Burnat-Provins, née à Arras le 26 juin 1872 et morte à Grasse le 20 novembre 1952, est une écrivaine et peintre franco-suisse.

## Biographie
Marguerite Provins vient d'une famille aisée et cultivée d'Arras, et elle est l'aînée de huit enfants. Son père l'ouvre à la culture, à la contemplation de la nature, et il l'encourage à écrire et à peindre. Mais parallèlement, très jeune, elle côtoie la mort, et dès 1889 connaît des ennuis de santé. Elle est ainsi gagnée par un sens du tragique de la vie qui ne la quittera plus.
En 1891, elle entame à Paris des études artistiques, dans des institutions privées comme l'Académie Julian et l'Académie Colarossi — l'École des Beaux-Arts était alors fermée aux femmes. Elle achève sa formation en 1896 dans cette École des Beaux-Arts, une fois cette interdiction levée.
Elle épouse, en 1896, un architecte de Vevey, Adolphe Burnat qu'elle a connu à Paris. C'est le début d'un séjour de quelque douze années en Suisse romande, période de « ses plus grandes réussites artistiques, fruits d’une rencontre avec une terre d'élection, et avec le bonheur ».

### Vevey, le Valais et la nature (1896-1905)
Marguerite Burnat-Provins s'installe à Vevey avec son époux dans l'hôtel particulier de la famille Burnat. Assez vite, Burnat-Provins s'ennuie et se sent livrée à elle-même, la tranquillité des bords du Léman contrastant fortement avec l'agitation de la vie parisienne qu'elle vient de quitter. Elle souffre également du milieu protestant très étroit dans lequel elle évolue chez les Burnat ; son beau-père la surveille et les femmes de la famille n'apprécient ni son indépendance ni son besoin d'activité culturelle.

Affiche créée par Marguerite Burnat-Provins (vers 1905).

Pour tromper l'ennui, elle donne des leçons de dessin dans son atelier veveysan et à l'École Vinet à Lausanne (ayant notamment comme élève Sandoz). Elle commence également à écrire pour La Gazette de Lausanne.
Dès 1898, un de ses amis, l'artiste Ernest Biéler, lui suggère de se rendre à Savièse. Elle y séjourne alors à de nombreuses reprises, se déplaçant aussi dans le reste du canton du Valais, pour peindre et écrire. De santé fragile, Marguerite Burnat-Provins se plaît dans le climat chaud et sec de cette région. Cette lumière et cette chaleur nourrissent son œuvre, qui se diversifie : l'artiste peint, brode, crée des affiches, écrit beaucoup.
En 1900, elle ouvre une boutique à Vevey, à l'enseigne « À la Cruche verte », dans laquelle elle propose des objets de décoration destinés à un intérieur bourgeois. En 1901, le couple déménage à La Tour-de-Peilz, afin de détendre un peu les relations avec la belle-famille. Pour échapper à cet environnement oppressant, Burnat-Provins voyage à plusieurs reprises : en Allemagne, France, Belgique, Hollande, mais également à plusieurs reprises en Valais.

#### Premières publications
En 1903, Burnat-Provins publie son premier livre, Petits Tableaux valaisans, qui sera suivi par quatre ouvrages : Heures d'automne (1904), Chansons rustiques (1905), Le Chant du verdier (1906), Sous les noyers (1907) — seront également imprimés à Vevey, chez le même imprimeur. Elle peint aussi, notamment en 1899 Profil à la coiffe et en 1904 Frise au gui, et, en 1905, elle réalise l'affiche de la septième Fête des Vignerons qui a lieu la même année.

### Protection de la nature / le Valais
Le 17 mars de cette même année, elle publie dans La Gazette de Lausanne un article intitulé « Les cancers », dans lequel elle s'insurge contre l'avilissement des paysages suisses et appelle à la fondation d'une Ligue pour la beauté. Et le 29 mars, elle publie dans le même journal un nouvel article intitulé cette fois « Une Ligue pour la beauté », dans lequel elle écrit: « À tous ceux qu'ont atteint la douleur et l'indignation en face des ravages accomplis, je demande leur aide pour sauver ce qui subsiste encore, par une vaste et fraternelle association contre le vandalisme. Je la baptise aujourd'hui : La Ligue pour la beauté [...]. »  Ce combat contribuera à la fondation officielle à Berne, le 1er juillet 1905 de la Schweizerische Vereinigung für Heimatschutz, en français « Ligue pour la conservation de la Suisse pittoresque », qui sera connu sous le nom de Heimatschutz, c'est-à-dire, aujourd'hui, Patrimoine suisse, organisation suisse de protection du paysage naturel et construit.
En 1907, elle s'installe en Valais. L'année précédente, à Savièse, elle avait fait la connaissance de Paul de Kalbermatten, un ingénieur valaisan, avec qui elle aura une liaison passionnée et pour qui elle écrit Le Livre pour toi (1907). Cette même année, elle séjourne en outre en France et en Italie.

### La France, les voyages, la guerre (1907-1952)
En 1908, elle rompt son mariage avec Adolphe, à la suite de quoi elle quitte définitivement la Suisse. En 1910, elle épouse civilement Paul de Kalbermatten. Le couple s'installe à Bayonne, mais Marguerite voyage beaucoup : au Proche-Orient (Égypte, Syrie, Liban), et en Afrique du Nord, en particulier au Maroc, qui sera un temps son pays d'élection et animera ses rêveries exotiques.
Quand la Première guerre mondiale éclate, son mari est mobilisé en Suisse. Le très grand choc que provoque en elle la guerre, l'amène à entamer une série de peintures hallucinatoires  qui deviendront une de ses œuvres maîtresses, intitulée Ma Ville,.
En 1923, elle s'installe au Clos des Pins, à Grasse, qui sera son domicile principal jusqu'à la fin de sa vie. Toutefois, les voyages s'enchaînent, en Amérique du Sud (1923-1925) et au Maroc.
À partir de 1946, elle se retire au Clos des Pins, et cette même année elle fait un mariage religieux avec Paul. Elle décède le 20 novembre 1952 au Clos des Pins, et elle est inhumée au cimetière de Saint-Cézaire-sur-Siagne.

## La créatrice
Son œuvre d'écrivaine est forte d'une vingtaine de volumes de proses poétiques, tandis que son œuvre de peintre comporte des tableaux de la vie rurale proches de ceux de l'école de Savièse en Valais (elle était une intime d'Ernest Biéler), des compositions décoratives. Parmi les titres, on retiendra Petits Tableaux valaisans, avec 130 aquarelles gravées sur bois et imprimées en 260 tons différents (l'ouvrage est salué dans le monde des imprimeurs qui y voit le triomphe de la typographie suisse[réf. nécessaire]), ainsi que Heures d'automne (1904), Chansons rustiques (1905), Le Chant du verdier (1906), Sous les noyers (1907). L'écrivain et critique Henri Malo écrit à propos des Petits Tableaux, un article publié en juillet 1910 par le Mercure de France, dans lequel il remarque : « Tout ce qui pouvait concourir à faire donner à la gravure sur bois son maximum de rendement, et aussi à produire un beau livre, s'est trouvé réuni par une suite de circonstances très exceptionnelles, lorsqu'il n'y a pas bien longtemps une artiste française, Mme Marguerite Burnat-Provins, s'avisa de publier ses Petits Tableaux valaisans. Le résultat mérite qu'on s'y arrête. On peut seulement regretter, avec l'auteur, qu'un tel livre n'ait pas été fabriqué en France, mais à Vevey. » Henri Malo consacrera une étude à l'artiste en 1920.
André Gide parle de l'artiste et de son atelier dans une lettre, datée du 5 mai 1903, à Francis Jammes : « Une extraordinaire créature [...] ; elle a l'air d'une créole et de vivre sous un cocotier, et elle est flamande. Elle vit complètement seule, à Vevey, dans un merveilleux atelier qu'elle s'est fait construire par son mari, qui est architecte. Elle a un grand chien et cultive elle-même son jardin... ».
En 1907, elle écrit Le Livre pour toi, une suite de cent poèmes en prose.

### Ma Ville
En 1914, au moment de la mobilisation, Burnat-Provins est prise par des visions : « Je les subis, je les sens venir en courbant les épaules et ne peux pas ne pas les dessiner. » Elle voit alors défiler des figures, des personnages, mi-hommes mi-animaux, qu'elle va coucher frénétiquement, par milliers, sur la feuille au crayon et à l'aquarelle, et cela jusqu'à sa mort — tout en continuant à mener une œuvre littéraire riche.
En 1945, Jean Dubuffet manifestera son intérêt pour ce travail, riche de quelque 3000 dessins[réf. nécessaire], mais renoncera finalement à l'intégrer dans sa collection d'Art brut. Toutefois, elle fut intégrée par la suite parmi les productions médiumniques de l'art brut.
Pour les commissaires de l'exposition consacrée à ce travail qui a eu lieu en 2003 à Lausanne à la Collection de l'art brut, « [d]ans cette série [...], Marguerite Burnat-Provins fraie avec les zones les plus obscures de la création, cherchant à faire émerger une production personnelle, sauvage et dissidente. » On peut mentionner des peintures « hallucinatoires » comme « Les êtres de l'abîme » ou le célèbre « Anthor et l’oiseau noir ».

## Honneurs
Le 11 mai 2015, l'association VIBISCUM (Association des amis du vieux Vevey) et la municipalité de Vevey ont baptisé « Espace Marguerite Burnat-Provins » l'endroit où l'artiste avait ouvert sa boutique d'art décoratif « À la cruche verte » (aujourd'hui englobé dans un autre bâtiment). VIBISCUM a apposé sur le bâtiment une plaque en l'honneur de l'artiste.

## Œuvre

### Littérature
- Petits Tableaux valaisans, 1903 (réimpr. 1985 - Éditions Slatkine, Genève)
- Heures d'automne, 1904 (réimpr. 2004 - Éditions Plaisir de Lire, Lausanne)
- Chansons rustiques, 1905
- Le Chant du verdier, Paris, Société d'Éditions littéraires et artistiques, 1922    (Wikisource) (première édition : Vevey, Säuberlin et Pfeiffer, 1906)
- Sous les noyers, 1907
- Le Livre pour toi, Paris, E. Sansot et Cie., 1907    (Wikisource) (réédition 2006, Éditions de l'Aire, Vevey) (réédition 2020, Infolio/microméga, Gollion)
- Le Cœur sauvage, 1909, récit.
- Cantique d'été, 1910 (réédition 2020, Infolio/microméga, Gollion)
- La Fenêtre ouverte sur la vallée, 1912 (réimpr. 1986 - Éditions Plaisir de Lire)
- La Servante, 1914
- Poèmes de la boule de verre, 1917
- Nouveaux poèmes de la boule de verre, 1918
- Vous, 1919 (réimpr. 2001 - Éditions Plaisir de Lire - Texte en ligne à la BNR)
- Heures d'hiver, 1920 (réimpr. 2004 - Éditions Plaisir de Lire)
- Poèmes troubles, 1920 (réimpr. 1999 - L'Escampette, Bordeaux)
- Le Livre du Pays d'Ar Mor, 1920
- Poèmes de la soif, 1921 (réimpr. 2006 - Zoé, Genève), suivis de Une nuit chez les Aïssaouas
- Poèmes du scorpion, 1921
- Contes en vingt lignes, 1922
- Le Voile, 1929 (réimp. 2002 - Éditions Plaisir de Lire)
- Près du rouge-gorge, 1937 (réimpr. 2003 - Éditions Plaisir de Lire)
- La Cordalca, 1943
- Heures de printemps et Heures d'été, Éditions Plaisir de Lire, 2004
- Hôtel, Éditions Plaisir de Lire, 2010.

## Rétrospectives et collections
- Primitivisme rural et art décoratif, en particulier Jeune fille de Savièse[21] (1900) : musée d'art de Sion (Valais).
- Dessins hallucinatoires[22] : Collection de l'art brut, section Neuve Invention, Lausanne.
- Exposition en 2018 au Manoir de la ville de Martigny[23].
- Une exposition au musée Jenisch de Vevey en 2020-2021[24].
- Ensemble d'œuvres inédites de Burnat-Provins exposé en juin 2021 à la Galerie Laura Pecheur à Paris.
- Exposition sur son œuvre au musée des Beaux-Arts d'Arras, en 2021[25].